# Носальський Андріан Андрійович
Андріан Андрійович Носальський (31 серпня 1910, село Клинтівка? Звенигородського повіту Київської губернії, тепер Черкаської області — 6 грудня 1991, місто Харків) — український радянський діяч, 2-й секретар Харківського обкому КПУ, 1-й заступник голови Харківського облвиконкому. Герой Соціалістичної Праці (7.05.1948). Член Ревізійної Комісії КП(б)У в 1949—1952 роках.

## Біографія
З 1931 року працював бухгалтером, потім головним бухгалтером на підприємствах Харківської області.
Освіта вища.
У 1938—1941 роках — завідувач Балаклійського районного фінансового відділу Харківської області.
Член ВКП(б) з 1939 року.
З 1941 по 1943 рік перебував у евакуації. У 1943 році повернувся до Харківської області.
У 1943—1944 роках — голова виконавчого комітету Лозівської районної ради депутатів трудящих Харківської області.
У 1944 — січні 1949 року — 1-й секретар Богодухівського районного комітету КП(б)У Харківської області.
У січні 1949 — вересні 1950 року — 2-й секретар Харківського обласного комітету КП(б)У.
З вересня 1950 по 1953 рік навчався у Київській вищій партійній школі при ЦК КП(б)У.
У 1953—1954 роках — 1-й секретар Ізюмського міського комітету КПУ Харківської області.
У 1954—1959 роках — заступник голови виконавчого комітету Харківської обласної ради депутатів трудящих.
У березні 1959—1962 роках — 1-й заступник голови виконавчого комітету Харківської обласної ради депутатів трудящих.
З 1962 до кінця 1960-х років — начальник управління Харківської ради народного господарства; начальник Харківського обласного управління харчової промисловості.
Потім — на пенсії в місті Харкові.

## Нагороди
- Герой Соціалістичної Праці (7.05.1948)
- орден Леніна (7.05.1948)
- орден Трудового Червоного Прапора (26.02.1958)
- орден «Знак Пошани» (28.08.1944)
- ордени
- медалі